# Portishead (musikgrupp)
Portishead är en musikgrupp från Bristol i England. De bildades 1991 och har tagit sitt namn efter staden Portishead som ligger 13 km väster om Bristol. Bandet består av Geoff Barrow, Beth Gibbons och Adrian Utley, samt ibland en fjärde medlem vid namn Dave McDonald. 
Debutalbumet Dummy (1994) rankades 2003 som nummer 419 i musiktidskriften Rolling Stones lista över historiens 500 bästa album.

## Diskografi
Studioalbum
- 1994 – Dummy
- 1997 – Portishead
- 2008 – Third

Livealbum
- 1998 – Roseland NYC Live

Samlingsalbum
- 1998 – Glory Time

Singlar i urval
- 1994 – "Numb (låt av Portishead)"
- 1994 – "Sour Times" (#13 på UK Singles Chart)
- 1995 – "Glory Box" (UK #13)
- 1997 – "All Mine" (UK #8)
- 1997 – "Over (låt av Portishead)" (UK #25)
- 1998 – "Only You (låt av Portishead)" (UK #35)
- 2008 – "Machine Gun" (UK #52)
- 2008 – "The Rip"
- 2008 – "Magic Doors"
- 2009 – "Chase the Tear" (UK #164)